# Dolichovespula maculata
Dolichovespula maculata is een vliesvleugelig insect uit de familie van de plooivleugelwespen (Vespidae). De wetenschappelijke naam werd gepubliceerd in 1763 door Carl Linnaeus.

## Omschrijving
De soort is zwart, met witte markeringen verspreid over het lichaam. Werksters zijn 12-14 millimeter lang, terwijl koninginnen een lengte van 18-20 millimeter bereiken. Alle vrouwelijke exemplaren hebben antennae van 12 segmenten, terwijl daarin mannelijke exemplaren 13 segmenten hebben. Deze wespensoort lijkt op de soorten Dolichovespula albida, Dolichovespula arctica en Vespula consobrina, die ook allemaal zwart met witte markeringen hebben.

## Verspreiding
Deze wespensoort komt voor door heel Noord-Amerika, met uitzondering van het droge Midden-Westen.

## Ecologie
De soort is eusociaal. Koninginnen overwinteren als enig deel van de kolonie. Vanaf de lente tot het eind van de herfst kunnen ook werksters gezien worden. De nieuwe generatie koninginnen en mannetjes verschijnt vanaf het einde van de zomer en is actief tot in de herfst.
Adulten voeden zichzelf met nectar die ze bij bloemen verzamelen. Werksters verzamelen ook fruit en insecten die ze voorkauwen en daarna aan de larven voeden.
Nesten kunnen geparasiteerd worden door de hommelnestmot (Aphomia sociella). Larven van de mot eten eieren en larven van de wesp.